# پیتویا
پیتویا (نام علمی: Peytoia) نام یک سرده از ناجورمیگویان است.